# Långtjärnen (Brunskogs socken, Värmland, 661447-133493)
Långtjärnen är en sjö i Arvika kommun i Värmland och ingår i Göta älvs huvudavrinningsområde. Sjön har en area på 0,18 kvadratkilometer och ligger 71,2 meter över havet.

## Delavrinningsområde
Långtjärnen ingår i det delavrinningsområde (660629-133612) som SMHI kallar för Utloppet av Värmeln. Medelhöjden är 88 meter över havet och ytan är 271,82 kvadratkilometer. Räknas de 43 avrinningsområdena uppströms in blir den ackumulerade arean 881,94 kvadratkilometer. Borgvikeälven (Emsälven) som avvattnar avrinningsområdet har biflödesordning 3, vilket innebär att vattnet flödar genom totalt 3 vattendrag innan det når havet efter 268 kilometer. Avrinningsområdet består mestadels av skog (54 procent). Avrinningsområdet har 76,11 kvadratkilometer vattenytor vilket ger det en sjöprocent på 28 procent. Bebyggelsen i området täcker en yta av 1,6 kvadratkilometer eller 1 procent av avrinningsområdet.